# Guerra toscana tra guelfi e ghibellini (1273-1276)
La Guerra toscana tra guelfi e ghibellini fu un conflitto armato che vide, dall'ottobre del 1273 sino al giugno del 1276, il ghibellino comune di Pisa ed il giudicato d'Arborea contro le consorterie dei Visconti, dei della Gherardesca, dei Capraia e degli Upezzinghi, sostenute militarmente dalla vasta coalizione guelfa toscana, alleata del re di Sicilia Carlo I d'Angiò.

## Antefatti
Nel marzo del 1270, durante le trattative di pace tra Pisa e gli Angioini, fu trovato d'innanzi alla residenza di uno dei principali intermediari, il giudice di Gallura Giovanni Visconti, il cadavere di un membro della fazione ghibellina, Oddone Gualfreducci; immediatamente si sobillò che a farlo assassinare fosse stato proprio l'eminente cittadino, il quale anni prima era stato protagonista dello smembramento del Giudicato di Cagliari, annettendo ai propri domini l'intera costa orientale sarda.
Il fatto, che mise momentaneamente in cattiva luce il giudice, fu rapidamente offuscato dalla firma della pace tra il Comune e Carlo d'Angiò, che diede a Giovanni, che ne era uno dei principali fautori, un grado di prominenza politica che indispettì la fazione ghibellina, storica avversaria della guelfa consorteria viscontea. Le rivalità sfociarono in un celebre e sanguinoso confronto, avvenuto presso la dimora familiare di Giovanni, il 1º maggio dello stesso anno; si contarono diverse vittime, anche se di modesto rilievo. La nobiltà ed i ceti elevati si spezzarono i due metà; una con a capo il Visconti, sostenuto dai Capraia, dai Caetani, dagli Upezzinghi, dai Zaccio, dai Del Turco e dai Gaddubbi, l'altra -ghibellina- formata da Ugolino della Gherardesca, suocero del giudice ma suo oppositore, dai Gualandi, dai Lanfranchi e dai Sismondi. Giovanni evitò tuttavia sino all'ultimo lo scontro, assumendo un atteggiamento conciliante nei confronti degli avversari; convocato al palazzo podestarile per rispondere a numerose accuse rivoltegli dai ghibellini, egli, nel timore di essere attaccato, si circondò di armati, rifiutandosi di accedere all'edificio ma domandando udienza presso la scalinata. Timoroso della faziosità di entrambe le parti, il podestà esiliò per alcune settimane le personalità coinvolte nella controversia, tra cui Giovanni, che fece ritorno a Pisa grazie forse all'intercessione del consanguineo arcivescovo Federico. Nell'estate dello stesso anno le conflittualità interne furono momentaneamente accantonate durante la crociata tunisina di re Luigi IX di Francia, appoggiata dai guelfi e dal partito filo-angioino.

## Conflitto
Nel 1273 Giovanni Visconti rientrò con impetuosità nella scena politica pisana per un presunto coinvolgimento negli omicidi di Ranieri Ramondino e Pancaldo Vacca; visto con sospetto da gran parte della comunità cittadina, si ritirò nei propri possedimenti giudicali in Gallura, seguito pochi giorni dopo per motivazioni analoghe dal suocero Ugolino. Il gesto, probabilmente mirato al desiderio del Visconti di allontanarsi dal turbolento clima toscano, fu interpretato come ostile e ribelle: poco dopo il nuovo podestà ordinò ad un nutrito gruppo di armati di fare prigioniero il giudice e di tradurlo in Pisa. Affrontato e sconfitto da miliziani toscani ed arborensi, il Visconti sfuggì alla cattura, recandosi presso i conti Aldobrandeschi, nel Senese, fedeli come lui alla causa guelfa. Appreso il sostegno cui godevano i suoi oppositori a Pisa, Giovanni «piegò il capo», domandando pace e di poter fare ritorno in patria. Gli intransigenti ghibellini gli furono però ostili: una sentenza del luglio del 1274 condannò lui, sua moglie e i suoi figli (Nino, Lapo, Guelfo e Ginevra) all'esilio ed all'immediata confisca dei beni.
La reazione della potente coalizione guelfa toscana non si fece attendere: concesso immediatamente asilo al Visconti, il 30 settembre dello stesso anno Lucca, Firenze, Pistoia, Volterra, Prato, Arezzo, Colle di Val d'Elsa, San Gimignano ed il vicariato angioino in Toscana formalizzarono una dichiarazione di guerra nei confronti di Pisa, scendendo al fianco degli esiliati guelfi e del conte Ugolino della Gherardesca, il quale, seppur ghibellino, era ostile al progressivo desiderio del comune di impadronirsi dei domini sardi dei suoi cittadini e desiderava tutelare i propri interessi in Cixerri.
Da allora le sorti del conflitto si capovolsero: impadronitosi al termine del settembre 1274 di Asciano, il 5 novembre dello stesso anno, dopo solo 12 giorni di assedio Giovanni Visconti occupò l'imponente castello di Montopoli.
Tuttavia fu il suo ultimo trionfo: il 19 maggio 1275, mentre stava programmando nuove operazioni offensive contro la madrepatria, spirò nella fortezza conquistata, venendo seguito dal probabilmente primogenito figlio Lapo nell'arco di poco meno di un mese. 
Le sorti del conflitto erano però ormai segnate: dopo aver sconfitto i ghibellini presso Asciano, i guelfi posero d'assedio Pisa, la quale tentò di entrare in trattative con gli avversari tramite i delegati Ugolino Gatto e Ugo Bercio da Vico.
La coalizione fu intransigente, costringendo il comune dell'Arno a cedere ad una pace onerosissima; le consorterie guelfe poterono fare ritorno in patria, ricevendo nuovamente indietro tutte le proprietà sarde; tutelato dal nonno Ugolino, l'ora a capo della famiglia Visconti Nino fu reintegrato nella carica di giudice di Gallura, figurando insieme al fratello Guelfo tra i firmatari dell'accordo.